# Dendropsophus robertmertensi
Dendropsophus robertmertensi är en groddjursart som först beskrevs av Taylor 1937.  Dendropsophus robertmertensi ingår i släktet Dendropsophus och familjen lövgrodor. IUCN kategoriserar arten globalt som livskraftig. Inga underarter finns listade i Catalogue of Life.